# Witen Witebsk
Witen Witebsk – białoruski klub futsalowy z siedzibą w Witebsku, wcześniej w Orszy i Nowołukoml; do 2004 roku występował pod nazwą Energia; obecnie występuje w Premiere League (najwyższa klasa rozgrywkowa na białorusi).

## Sukcesy
- Elite Round (TOP 8) UEFA Futsal Cup: 2013/2014[1]
- Mistrzostwo Białorusi (3):  2007/08, 2008/09, 2012/13[2]
- Puchar Białorusi (2): 2008/09, 2009/10

## Występy w UEFA Futsal Cup
| Sezon   | Runda Miejsce                | Przeciwnik                 | Wynik |
| ------- | ---------------------------- | -------------------------- | ----- |
| 2008/09 | Main Round Odorheiu Secuiesc | AS Odorheiu Secuiesc       | 2:4   |
| 2008/09 | Main Round Odorheiu Secuiesc | Action 21 Charleroi        | 0:3   |
| 2008/09 | Main Round Odorheiu Secuiesc | Roubaix Futsal             | 2:1   |
| 2009/10 | Main Round Tolmin            | KMN Puntar Kneža           | 0:3   |
| 2009/10 | Main Round Tolmin            | SL Benfica                 | 1:7   |
| 2009/10 | Main Round Tolmin            | Montenegro Stars Budva     | 2:1   |
| 2013/14 | Preliminary Round Göteborg   | Perth Saltires             | 11:2  |
| 2013/14 | Preliminary Round Göteborg   | EID Futsal                 | 4:2   |
| 2013/14 | Preliminary Round Göteborg   | Göteborg Futsal Club       | 5:2   |
| 2013/14 | Main Round Ryga              | Nikars Ryga                | 3:3   |
| 2013/14 | Main Round Ryga              | Slov-Matic Fofo Bratysława | 3:2   |
| 2013/14 | Main Round Ryga              | Hamburg Panthers           | 6:1   |
| 2013/14 | Elite Round Ałmaty           | Kajrat Ałmaty              | 0:9   |
| 2013/14 | Elite Round Ałmaty           | Tułpar Karaganda           | 2:4   |
| 2013/14 | Elite Round Ałmaty           | KMF Tango                  | 4:4   |